# Hanna Loth-Nowak
Hanna Loth-Nowak (ur. 3 lutego 1933) – polska koszykarka, reprezentantka Polski, medalistka mistrzostw Polski

## Życiorys
Jest córką Stefana Lotha i Wandy Kwaśniewskiej. Była zawodniczką Polonii Warszawa, z którą w sezonach 1955/1956 i 1964/1965 sięgnęła po brązowy medal mistrzostw Polski. W latach 1954–1960 wystąpiła 74 razy w reprezentacji Polski, m.in. na Mistrzostwach Europy w 1956 (5. miejsce) i 1958 (5 m.). Ukończyła studia na Akademii Wychowania Fizycznego w Warszawie i następnie pracowała jako nauczycielka wychowania fizycznego. W latach 80. była członkiem zarządu Polskiego Związku Koszykówki. W stanie wojennym brała udział w kolportażu Tygodnika Mazowsze.